# Perlzwiebel

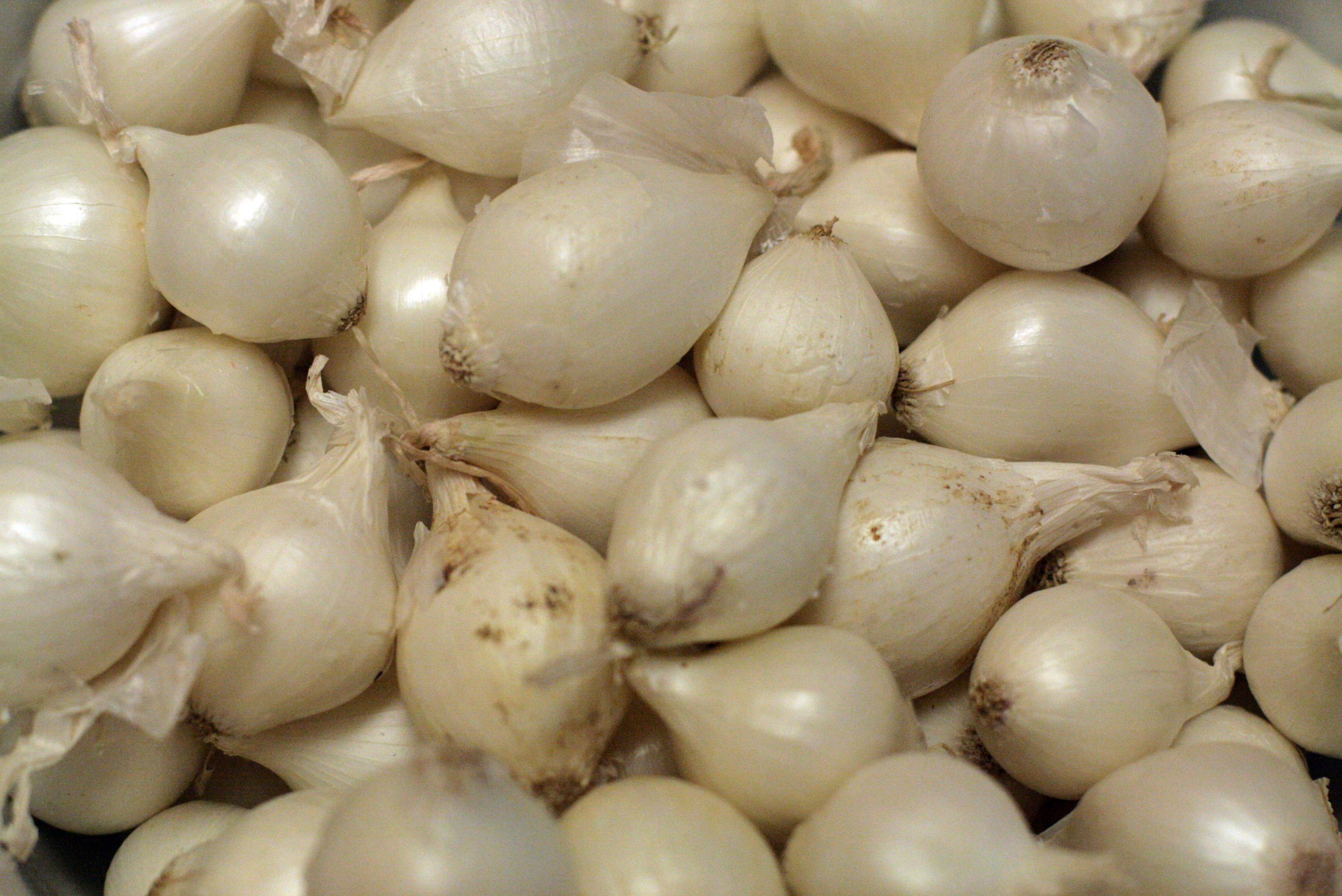
Perlzwiebeln

Die Perlzwiebel (Allium ampeloprasum Perlzwiebel-Gruppe, Syn.: Allium porrum var. sectivum) gehört zur Unterfamilie der Lauchgewächse (Allioideae). Es handelt sich um eine kultivierte Sortengruppe des Ackerlauchs (Allium ampeloprasum). Perlzwiebeln erreichen einen Durchmesser von 15 bis 35 mm und haben eine weiß bis silbrig schimmernde Außenhaut.
Die Perlzwiebel und die Silberzwiebel sehen einander zwar sehr ähnlich, gehören jedoch zu zwei unterschiedlichen botanischen Arten.
Perlzwiebeln wurden vor allem in Deutschland, den Niederlanden und Italien angebaut. Im kommerziellen Anbau spielen sie hier keine Rolle mehr.